# Platostoma verbenifolium
Platostoma verbenifolium là một loài thực vật có hoa trong họ Hoa môi. Loài này được Watt ex Mukarjee miêu tả khoa học đầu tiên năm 1938 dưới danh pháp Acrocephalus verbenifolius. Năm 1997 A.J.Paton chuyển nó sang chi Platostoma.
Loài này là bản địa khu vực từ đông bắc Ấn Độ tới Myanmar.